# Cecilioides sommeri
Cecilioides sommeri era una specie di mollusco gasteropode terrestre polmonato della famiglia Ferussaciidae e dalle piccole dimensioni, oggi riconoscibile come una specie fossile, proveniente dai depositi del Paleocene del bacino di Itaboraí, in Brasile. Si tratta della più antica specie conosciuta della famiglia.